# Hermògenes de Frígia
Hermògenes de Frígia (en llatí Hermogenes, en grec antic Ἑρμογένης) fou un historiador grec autor d'una història de Frígia en la qual també s'esmenta els jueus, segons diuen uns escolis a Apol·loni de Rodes, Flavi Josep (Contra Apió I, 23) i Plutarc (De Fluv. 17).